# Carlo Delaini
Carlo Delaini (Verona, 1927 – Borgo Trento, 17 gennaio 2008) è stato un politico italiano.

## Biografia
Esponente della Democrazia Cristiana, è stato sindaco di Verona dal 1970 al 1971 e dal 1973 al 1975, assessore e consigliere regionale del Veneto dal 1975 al 1990. È stato anche sindaco nel comune di Bardolino negli anni Cinquanta (dal 1953 al 1959) e Sessanta (dal 1960 al 1963).
Muore all'età di 80 anni nel gennaio 2008.